# Jake Zyrus
Jake Zyrus (Laguna, 10 de maio de 1992), anteriormente conhecido profissionalmente como Charice Pempengco e sob o nome artístico Charice, é um cantor e personalidade televisiva filipino. Apelidado por Oprah Winfrey como  o garoto mais talentoso do mundo, ele gravou seu primeiro álbum internacional, Charice em 2010. O álbum entrou para o  Billboard 200 número oito, fazendo de Jake o primeiro cantor solo asiático da história a entrar para o Top 10 da Billboard 200 albums chart.

## Carreira
Após participar de mais de 80 concursos amadores de música no seu país natal, Filipinas, em 2005 Jake participou do programa Little Big Star, na televisão nacional das Filipinas, onde terminou na 3ª posição. Vídeos das suas performances começaram a ter milhões de visualizações no YouTube, o que levou a convites de programas como Star King, da Coreia do Sul, The Paul O'Grady Show, da Inglaterra, Ti Lascio una Canzone, da Itália, e The Ellen DeGeneres Show e The Oprah Winfrey Show, ambos dos EUA.
Foi através de um contato de Oprah que Jake foi introduzido ao conceituado produtor musical David Foster, que assinou um contrato com Charice para a sua editora discográfica, a 143 Records, da companhia Warner Bros. Records. solidificando assim sua carreira apos sendo apenas vista pelas paginas de videos da internet.
No espaço de um ano, Jake fez duetos com Andrea Bocelli no Teatro del Silenzio e Celine Dion no Madison Square Garden; participou em duas festas pós-Oscars de 2008; nos eventos inaugurativos da presidência de Barack Obama e cantou o hino nacional dos Estados Unidos no arranque da temporada de Basebol, no Dodgers Stadium.
Em 2010, Jake participou de uma audição uma vaga no elenco de Glee, onde foi convidado a juntar-se à série. Sua primeira performance foi realizada no primeiro episódio na segunda temporada, cantando "Telephone", originalmente de Lady Gaga e Beyoncé, junto com Lea Michele, e posteriormente, no mesmo episódio, cantando "Listen", de "Dreamgirls" e logo depois voltou para o episódio 17 e 22, no episódio 22 denominado New York ele canta uma música original chamada As Long As You're There .
Nick Jonas, um dos Jonas Brothers escreveu uma canção para ele "One Day"
Em 2011, Jake foi convidado para fazer a canção tema do jogo Final Fantasy XIII-2, a canção estará presente na versão Xbox 360 do jogo.

### Filmografia
Jake fez uma breve aparição no filme Alvin e os Esquilos 2, interpretando a canção No One, de Alicia Keys.
Fez parte também do elenco do filme Professor Peso Pesado (Here Comes the Boom) onde fez o papel da estudante Malia.
Tambem fez parte do seriado Glee.

### Discografia
Jake conta com 3 álbuns nas Filipinas ("Charice","My Inspiration" e "Chapter 10"), dois de platina. Em maio de 2009 cantou no programa da Oprah, cover da cantora JoJo, "Note to God" que também foi considerado como primeiro single. Sua versão desta música atingiu a posição nº 24 na tabela de Hot Digital Songs da Billboard. O 1º álbum internacional de Jake , intitulado Charice foi lançado na América do Norte e Ásia a 11 de maio de 2010. No dia do lançamento Charice teve nova presença no programa da Oprah, onde divulgou seu single Pyramid que tem a participação do Rapper Iyaz. O álbum estreou na 8ª posição da Billboard Top 200 albuns, com vendas de cerca de 43.000 unidades na semana de estreia. Charice tornou-se assim na 1ª artista asiática a solo a conseguir entrar no top ten da Billboard.Em 2013 no dia 15 de setembro,Charice lançou seu album intitulado "Chapter 10" pela  /*Star Record*/, e na segunda semana ficou em segundo lugar no iTunes download.
Charice apareceu em três episódios da 2ª temporada da série Glee do canal FOX.

### CDs
- 2009 - My Inspiration
- 2010 - Charice
- 2011 - Infinity
- 2013 - Chapter 10

### EPs
- 2008 - Charice
- 2010 - Grown-Up Christmas List